# Tercera División A de Chile 2024
El Campeonato Nacional de Tercera División A 2024, también conocido como «Copa Diario La Cuarta Tercera División A 2024», es la 45.ª edición de la cuarta categoría del fútbol chileno, y que lo organiza la Asociación Nacional de Fútbol Amateur (ANFA).
Las novedades que tendrá el torneo, hasta el momento, son los regresos de Deportes Valdivia y también de Iberia, que vuelven a esta categoría luego de 11 y 12 años de estadía en el profesionalismo, respectivamente. También se destacan el debut en la categoría de Imperial Unido y el regreso de Constitución Unido, que volverá a la máxima categoría del amateurismo, después de 17 años de ausencia, ya que su última aparición fue en la temporada 2006.

## Sistema

### Formato
Fase Regular
Los 14 equipos jugarán la fase regular, que consta de 2 ruedas de 13 fechas cada uno, todos contra todos en partidos de ida y vuelta (tal como ocurre actualmente en la Segunda División Profesional). Al finalizar la fase regular, el campeón y el subcampeón del torneo, ascenderán automáticamente a la Segunda División Profesional, para la temporada 2025, mientras que los 2 equipos, que finalicen en el penúltimo y último lugar de la tabla, descenderán automáticamente a la Tercera División B, para esa misma temporada.

### Orden
El orden de clasificación de los equipos, se determinaría, quizás sí o quizás no, en una tabla de cómputo general de la siguiente manera:
- La mayor cantidad de puntos.

En caso de igualdad de puntos de dos o más equipos, para definir un ascenso y descenso de categoría, apenas finalizado la fase regular del torneo, se determinaría de la siguiente forma:
- La mejor diferencia de goles.
- La mayor cantidad de goles marcados.
- La mayor cantidad de partidos ganados.
- La mayor cantidad de goles marcados como visita.
- El que hubiera acumulado mayor puntaje en los enfrentamientos que se efectuaron entre los clubes que se encuentran en la situación de igualdad.
- En caso de persistir la igualdad, se desarrollaría un partido único en cancha neutral, determinada por la División (Art. 182 y 189 del Reglamento ANFA).

En el campeonato se observará el sistema de puntos, de acuerdo a la reglamentación de la Internacional F.A. Board, asignándose tres puntos, al equipo que resulte ganador; un punto, a cada uno en caso de empate; y cero puntos al perdedor.

## Relevos
| Pos | a Segunda División |
| --- | ------------------ |
| 1.° | Provincial Ovalle  |
| 2.° | Concón National    |

| Pos  | a Tercera División A |
| ---- | -------------------- |
| 13.º | Iberia               |
| 14.º | Deportes Valdivia    |
| S    | Provincial Ranco     |

| Pos | a Tercera División A |
| --- | -------------------- |
| 1.° | Imperial Unido       |
| 2.° | Constitución Unido   |

| Pos | a Tercera División B |
| --- | -------------------- |
| 3.º | Quintero Unido       |
| 4.º | Rancagua Sur         |

## Localización
| Equipos               | Región        | Ciudad         |
| --------------------- | ------------- | -------------- |
| Municipal Mejillones  | Antofagasta   | Mejillones     |
| Brujas de Salamanca   | Coquimbo      | Salamanca      |
| Unión Compañías       | Coquimbo      | La Serena      |
| Deportes Colina       | Metropolitana | Colina         |
| Municipal Puente Alto | Metropolitana | Puente Alto    |
| Santiago City         | Metropolitana | Las Condes     |
| Chimbarongo FC        | O'Higgins     | Chimbarongo    |
| Colchagua             | O'Higgins     | San Fernando   |
| Constitución Unido    | Maule         | Constitución   |
| Deportes Quillón      | Ñuble         | Quillón        |
| Comunal Cabrero       | Biobío        | Cabrero        |
| Iberia                | Biobío        | Los Ángeles    |
| Imperial Unido        | Araucanía     | Nueva Imperial |
| Deportes Valdivia     | Los Ríos      | Valdivia       |

| Santiago City Municipal Puente Alto \| Deportes Colina \| |
| Deportes Colina                                           |

| Deportes Colina |

## Información
| Equipo                | Entrenador         | Estadio                  | Capacidad | Proveedor     | Auspiciador     |
| --------------------- | ------------------ | ------------------------ | --------- | ------------- | --------------- |
| Brujas de Salamanca   | Jeremías Viale     | Municipal de Salamanca   | 3.000     | Givova        | Paferco         |
| Chimbarongo FC        | Alan Álvarez       | Municipal de Chimbarongo | 1.500     | Vandix        | FruttitaCO      |
| Colchagua             | Gerardo Silva      | Jorge Silva              | 7.200     | Time Athletic | ISA Intervial   |
| Comunal Cabrero       | Fabián Seguel      | Luis Figueroa            | 3.000     | Squadra       | Pullman Bus     |
| Constitución Unido    | Diego Vergara      | Enrique Donn             | 2.060     | OneFit        | Dimaco Chilemat |
| Deportes Colina       | Fernando Gutiérrez | Manuel Rojas             | 4.000     | Playmaker     | Teddy           |
| Deportes Quillón      | Yuri Fernández     | Complejo CQ              | 1.000     | Kelme         | CQ              |
| Deportes Valdivia     | Vicente Kalleg     | Félix Gallardo           | 4.000     | OneFit        | Colún           |
| Iberia                | Diego Guidi        | Municipal de Los Ángeles | 4.150     | Kuden         | Trendy          |
| Imperial Unido        | Luis Olivares      | El Alto                  | 2.000     | JNS           | CMPC            |
| Municipal Mejillones  | Carlos Rojas       | Rolando Cortés           | 1.500     | Veisport      | Mejillones      |
| Municipal Puente Alto | Gilberto Moreno    | Municipal de Puente Alto | 1.900     | Kuden         | Puente Alto     |
| Santiago City         | Luis Pérez         | Municipal de Las Condes  | 500       | Diadora       | Passline        |
| Unión Compañías       | Matías Garrido     | La Portada               | 18.500    | Olymphus      | Martín Fierro   |

## Clasificación
| Pos. | Equipo                  | Pts. | PJ | G  | E | P  | GF | GC | Dif. |  |
| ---- | ----------------------- | ---- | -- | -- | - | -- | -- | -- | ---- |  |
| 1    | Santiago City (C, A)    | 63   | 26 | 20 | 3 | 3  | 56 | 18 | +38  |  |
| 2    | Brujas de Salamanca (A) | 62   | 26 | 19 | 5 | 2  | 49 | 21 | +28  |  |
| 3    | Deportes Colina         | 58   | 26 | 19 | 1 | 6  | 76 | 27 | +49  |  |
| 4    | Colchagua               | 46   | 26 | 14 | 4 | 8  | 45 | 30 | +15  |  |
| 5    | Chimbarongo FC          | 43   | 26 | 13 | 4 | 9  | 35 | 33 | +2   |  |
| 6    | Imperial Unido          | 39   | 26 | 12 | 3 | 11 | 51 | 50 | +1   |  |
| 7    | Constitución Unido      | 38   | 26 | 12 | 2 | 12 | 52 | 42 | +10  |  |
| 8    | Deportes Valdivia (D)   | 37   | 26 | 11 | 4 | 11 | 39 | 36 | +3   |  |
| 9    | Deportes Quillón        | 35   | 26 | 10 | 5 | 11 | 47 | 52 | −5   |  |
| 10   | Municipal Puente Alto   | 28   | 26 | 8  | 4 | 14 | 33 | 46 | −13  |  |
| 11   | Municipal Mejillones    | 25   | 26 | 8  | 1 | 17 | 27 | 54 | −27  |  |
| 12   | Comunal Cabrero         | 24   | 26 | 7  | 3 | 16 | 28 | 53 | −25  |  |
| 13   | Iberia (D)              | 15   | 26 | 4  | 3 | 19 | 23 | 50 | −27  |  |
| 14   | Unión Compañías (D)     | 11   | 26 | 3  | 2 | 21 | 33 | 82 | −49  |  |

Actualizado a los partidos jugados el 2 de noviembre de 2024.
 Fuente: Tercera División
     Campeón. Asciende a la Segunda División.
     Subcampeón. Asciende a la Segunda División.
     Desciende a la Tercera División B.
| Sentencias                                    |
| --------------------------------------------- |
| - Bonificación de 3 puntos para Santiago City |

## Evolución
| Equipo / Fecha        | 01   | 02   | 03   | 04   | 05   | 06   | 07   | 08   | 09   | 10   | 11   | 12   | 13   | 14   | 15   | 16   | 17   | 18   | 19   | 20   | 21   | 22   | 23   | 24   | 25   | 26   |
| --------------------- | ---- | ---- | ---- | ---- | ---- | ---- | ---- | ---- | ---- | ---- | ---- | ---- | ---- | ---- | ---- | ---- | ---- | ---- | ---- | ---- | ---- | ---- | ---- | ---- | ---- | ---- |
| Santiago City         | 10.° | 13.° | 9.°  | 5.°  | 4.°  | 4.°  | 3.°  | 5.°  | 4.°  | 4.°  | 4.°  | 3.°  | 2.°  | 2.°  | 2.°  | 2.°  | 3.°  | 3.°  | 3.°  | 2.°  | 2.°  | 2.°  | 2.°  | 2.°  | 2.°  | 1.°  |
| Brujas de Salamanca   | 1.°  | 1.°  | 1.°  | 1.°  | 1.°  | 1.°  | 1.°  | 1.°  | 1.°  | 1.°  | 1.°  | 1.°  | 1.°  | 1.°  | 1.°  | 1.°  | 1.°  | 1.°  | 1.°  | 1.°  | 1.°  | 1.°  | 1.°  | 1.°  | 1.°  | 2.°  |
| Deportes Colina       | 2.°  | 2.°  | 4.°  | 6.°  | 5.°  | 3.°  | 2.°  | 2.°  | 2.°  | 2.°  | 2.°  | 2.°  | 4.°  | 3.°  | 3.°  | 3.°  | 2.°  | 2.°  | 2.°  | 3.°  | 3.°  | 3.°  | 3.°  | 3.°  | 3.°  | 3.°  |
| Colchagua             | 13.° | 8.°  | 6.°  | 7.°  | 6.°  | 5.°  | 5.°  | 3.°  | 3.°  | 3.°  | 3.°  | 4.°  | 3.°  | 4.°  | 5.°  | 5.°  | 4.°  | 4.°  | 4.°  | 4.°  | 4.°  | 4.°  | 4.°  | 4.°  | 4.°  | 4.°  |
| Chimbarongo FC        | 6.°  | 4.°  | 2.°  | 2.°  | 2.°  | 6.°  | 6°   | 6.°  | 5.°  | 5.°  | 6.°  | 6.°  | 6.°  | 6.°  | 4.°  | 4.°  | 5.°  | 5.°  | 5.°  | 5.°  | 5.°  | 6.°  | 5.°  | 5.°  | 5.°  | 5.°  |
| Imperial Unido        | 3.°  | 6.°  | 10.° | 9.°  | 10.° | 8.°  | 10.° | 10.° | 9.°  | 8.°  | 9.°  | 8.°  | 8.°  | 8.°  | 8.°  | 7.°  | 8.°  | 10.° | 7.°  | 9.°  | 9.°  | 9.°  | 8.°  | 8.°  | 7.°  | 6.°  |
| Constitución Unido    | 5.°  | 5.°  | 3.°  | 3.°  | 3.°  | 2.°  | 4.°  | 4.°  | 6.°  | 6.°  | 5.°  | 5.°  | 5.°  | 5.°  | 6.°  | 6.°  | 6.°  | 6.°  | 6.°  | 6.°  | 6.°  | 5.°  | 6.°  | 6.°  | 6.°  | 7.°  |
| Deportes Valdivia     | 4.°  | 3.°  | 5.°  | 4.°  | 7.°  | 7.°  | 7.°  | 7.°  | 7.°  | 7.°  | 8.°  | 9.°  | 9.°  | 9.°  | 9.°  | 9.°  | 10.° | 8.°  | 9.°  | 8.°  | 8.°  | 7.°  | 7.°  | 7.°  | 8.°  | 8.°  |
| Deportes Quillón      | 14.° | 11.° | 8.°  | 11.° | 8.°  | 10.° | 8.°  | 8.°  | 8.°  | 9.°  | 7.°  | 7.°  | 7.°  | 7.°  | 7.°  | 8.°  | 7.°  | 7.°  | 8.°  | 7.°  | 7.°  | 8.°  | 9.°  | 9.°  | 9.°  | 9.°  |
| Municipal Puente Alto | 12.º | 14.º | 12.º | 13.º | 13.º | 13.º | 14.° | 14.° | 13.º | 10.° | 10.° | 10.° | 10.° | 11.° | 10.° | 10.° | 9.°  | 9.°  | 10.° | 10.° | 10.° | 10.° | 10.° | 10.° | 10.° | 10.° |
| Municipal Mejillones  | 11.° | 7.°  | 7.°  | 8.°  | 9.°  | 11.° | 11.° | 11.° | 11.° | 12.° | 13.° | 13.° | 13.° | 13.° | 12.° | 12.° | 11.° | 11.° | 12.° | 12.° | 11.° | 12.° | 11.° | 12.° | 11.° | 11.° |
| Comunal Cabrero       | 7.°  | 9.°  | 13.° | 14.º | 14.º | 14.º | 13.° | 13.° | 14.º | 13.° | 11.° | 11.° | 11.° | 10.° | 11.° | 11.° | 12.° | 12.° | 11.° | 11.° | 12.° | 11.° | 12.° | 11.° | 12.° | 12.° |
| Iberia                | 8.°  | 10.° | 11.° | 10.º | 11.º | 12.° | 12.° | 12.° | 12.° | 14.º | 14.º | 14.º | 14.º | 14.º | 14.º | 14.º | 14.º | 14.º | 14.º | 13.º | 13.º | 13.º | 13.º | 13.º | 13.º | 13.º |
| Union Compañías       | 9.°  | 12.° | 14.° | 12.° | 12.° | 9.°  | 9.°  | 9.°  | 10.° | 11.° | 12.° | 12.° | 12.° | 12.° | 13.° | 13.° | 13.° | 13.° | 13.° | 14.º | 14.º | 14.º | 14.º | 14.º | 14.º | 14.º |

## Resultados
- Los horarios corresponden al huso horario de Chile: UTC-4 en horario estándar y UTC-3 en horario de verano.

### Primera rueda
| Fecha 1           | Fecha 1   | Fecha 1               | Fecha 1                   | Fecha 1    | Fecha 1 |
| Local             | Resultado | Visita                | Estadio                   | Fecha      | Hora    |
| ----------------- | --------- | --------------------- | ------------------------- | ---------- | ------- |
| Santiago City     | 1 - 2     | Constitución Unido    | Bernardo O'Higgins        | 5 de abril | 17:00   |
| Imperial Unido    | 2 - 0     | Colchagua             | El Alto                   | 5 de abril | 20:00   |
| Deportes Quillón  | 1 - 4     | Brujas de Salamanca   | Complejo CQ               | 6 de abril | 12:00   |
| Deportes Valdivia | 3 - 2     | Unión Compañías       | Félix Gallardo            | 6 de abril | 16:00   |
| Comunal Cabrero   | 1 - 1     | Iberia                | Municipal de Monte Águila | 6 de abril | 17:00   |
| Chimbarongo FC    | 1 - 0     | Municipal Mejillones  | Municipal de Chimbarongo  | 6 de abril | 17:00   |
| Deportes Colina   | 3 - 1     | Municipal Puente Alto | Manuel Rojas              | 6 de abril | 17:15   |

| Fecha 2               | Fecha 2   | Fecha 2              | Fecha 2                  | Fecha 2     | Fecha 2 |
| Local                 | Resultado | Visita               | Estadio                  | Fecha       | Hora    |
| --------------------- | --------- | -------------------- | ------------------------ | ----------- | ------- |
| Brujas de Salamanca   | 2 - 0     | Imperial Unido       | Municipal de Salamanca   | 12 de abril | 20:00   |
| Unión Compañías       | 0 - 1     | Municipal Mejillones | Complejo El Llano        | 13 de abril | 12:00   |
| Iberia                | 0 - 2     | Deportes Colina      | Municipal de Mulchén     | 13 de abril | 15:00   |
| Constitución Unido    | 2 - 2     | Deportes Quillón     | Enrique Donn             | 13 de abril | 16:00   |
| Deportes Valdivia     | 2 - 0     | Santiago City        | Félix Gallardo           | 13 de abril | 16:00   |
| Municipal Puente Alto | 0 - 2     | Chimbarongo FC       | Municipal de Puente Alto | 13 de abril | 19:00   |
| Colchagua             | 2 - 1     | Comunal Cabrero      | Jorge Silva              | 14 de abril | 16:00   |

| Fecha 3              | Fecha 3   | Fecha 3               | Fecha 3                   | Fecha 3     | Fecha 3 |
| Local                | Resultado | Visita                | Estadio                   | Fecha       | Hora    |
| -------------------- | --------- | --------------------- | ------------------------- | ----------- | ------- |
| Santiago City        | 4 - 1     | Unión Compañías       | Bernardo O'Higgins        | 19 de abril | 17:00   |
| Deportes Quillón     | 2 - 1     | Deportes Valdivia     | Complejo CQ               | 20 de abril | 12:00   |
| Comunal Cabrero      | 0 - 3     | Brujas de Salamanca   | Municipal de Monte Águila | 20 de abril | 15:00   |
| Deportes Colina      | 1 - 2     | Colchagua             | Manuel Rojas              | 20 de abril | 16:00   |
| Municipal Mejillones | 1 - 1     | Municipal Puente Alto | Rolando Cortés            | 20 de abril | 16:00   |
| Chimbarongo FC       | 2 - 1     | Iberia                | Municipal de Chimbarongo  | 20 de abril | 16:30   |
| Imperial Unido       | 1 - 3     | Constitución Unido    | El Alto                   | 20 de abril | 20:00   |

| Fecha 4             | Fecha 4   | Fecha 4               | Fecha 4                | Fecha 4    | Fecha 4 |
| Local               | Resultado | Visita                | Estadio                | Fecha      | Hora    |
| ------------------- | --------- | --------------------- | ---------------------- | ---------- | ------- |
| Santiago City       | 5 - 2     | Deportes Quillón      | Bernardo O'Higgins     | 10 de mayo | 17:00   |
| Brujas de Salamanca | 2 - 1     | Deportes Colina       | Municipal de Salamanca | 10 de mayo | 20:00   |
| Unión Compañías     | 2 - 1     | Municipal Puente Alto | Complejo Los Llanos    | 11 de mayo | 15:00   |
| Iberia              | 1 - 0     | Municipal Mejillones  | Fiscal de Mulchén      | 11 de mayo | 15:00   |
| Colchagua           | 0 - 1     | Chimbarongo FC        | Jorge Silva            | 11 de mayo | 16:00   |
| Constitución Unido  | 5 - 0     | Comunal Cabrero       | Enrique Donn           | 11 de mayo | 16:00   |
| Deportes Valdivia   | 3 - 3     | Imperial Unido        | Félix Gallardo         | 11 de mayo | 16:00   |

| Fecha 5               | Fecha 5   | Fecha 5             | Fecha 5                   | Fecha 5    | Fecha 5 |
| Local                 | Resultado | Visita              | Estadio                   | Fecha      | Hora    |
| --------------------- | --------- | ------------------- | ------------------------- | ---------- | ------- |
| Deportes Quillón      | 2 - 2     | Unión Compañías     | Complejo CQ               | 18 de mayo | 12:00   |
| Deportes Colina       | 2 - 1     | Constitución Unido  | Manuel Rojas              | 18 de mayo | 12:30   |
| Imperial Unido        | 0 - 1     | Santiago City       | Diego Portales            | 18 de mayo | 15:00   |
| Comunal Cabrero       | 2 - 2     | Deportes Valdivia   | Municipal de Monte Águila | 18 de mayo | 15:00   |
| Chimbarongo FC        | 0 - 1     | Brujas de Salamanca | Municipal de Chimbarongo  | 18 de mayo | 16:00   |
| Municipal Mejillones  | 0 - 1     | Colchagua           | Rolando Cortés            | 18 de mayo | 16:00   |
| Municipal Puente Alto | 3 - 2     | Iberia              | Municipal de Puente Alto  | 18 de mayo | 18:30   |

| Fecha 6             | Fecha 6   | Fecha 6               | Fecha 6                | Fecha 6    | Fecha 6 |
| Local               | Resultado | Visita                | Estadio                | Fecha      | Hora    |
| ------------------- | --------- | --------------------- | ---------------------- | ---------- | ------- |
| Santiago City       | 2 - 1     | Comunal Cabrero       | Bernardo O'Higgins     | 24 de mayo | 17:00   |
| Brujas de Salamanca | 1 - 0     | Municipal Mejillones  | Municipal de Salamanca | 24 de mayo | 20:00   |
| Deportes Quillón    | 3 - 4     | Imperial Unido        | Complejo CQ            | 25 de mayo | 12:00   |
| Constitución Unido  | 5 - 0     | Chimbarongo FC        | Enrique Donn           | 25 de mayo | 16:00   |
| Deportes Valdivia   | 0 - 3     | Deportes Colina       | Félix Gallardo         | 25 de mayo | 16:00   |
| Unión Compañías     | 3 - 2     | Iberia                | Municipal de Punitaqui | 26 de mayo | 15:00   |
| Colchagua           | 4 - 1     | Municipal Puente Alto | Guillermo Guzmán       | 28 de mayo | 15:00   |

| Fecha 7               | Fecha 7   | Fecha 7             | Fecha 7                  | Fecha 7     | Fecha 7 |
| Local                 | Resultado | Visita              | Estadio                  | Fecha       | Hora    |
| --------------------- | --------- | ------------------- | ------------------------ | ----------- | ------- |
| Municipal Mejillones  | 2 - 1     | Constitución Unido  | Rolando Cortés           | 1 de junio  | 16:00   |
| Deportes Colina       | 1 - 0     | Santiago City       | Manuel Rojas             | 19 de junio | 14:00   |
| Deportes Quillón      | 4 - 1     | Comunal Cabrero     | Complejo Colegio Quillón | 26 de junio | 12:00   |
| Iberia                | 1 - 4     | Colchagua           | Municipal de Los Ángeles | 26 de junio | 20:00   |
| Chimbarongo FC        | 2 - 1     | Deportes Valdivia   | Municipal de Chimbarongo | 3 de julio  | 18:00   |
| Municipal Puente Alto | 0 - 0     | Brujas de Salamanca | Municipal de Puente Alto | 3 de julio  | 20:00   |
| Imperial Unido        | 4 - 2     | Unión Compañías     | El Alto                  | 10 de julio | 19:30   |

| Fecha 8             | Fecha 8   | Fecha 8               | Fecha 8                | Fecha 8    | Fecha 8 |
| Local               | Resultado | Visita                | Estadio                | Fecha      | Hora    |
| ------------------- | --------- | --------------------- | ---------------------- | ---------- | ------- |
| Santiago City       | 1 - 0     | Chimbarongo FC        | Bernardo O'Higgins     | 7 de junio | 17:00   |
| Constitución Unido  | 3 - 0     | Municipal Puente Alto | Enrique Donn           | 8 de junio | 12:00   |
| Imperial Unido      | 0 - 1     | Comunal Cabrero       | El Alto                | 8 de junio | 14:00   |
| Deportes Valdivia   | 2 - 0     | Municipal Mejillones  | Félix Gallardo         | 8 de junio | 15:00   |
| Unión Compañías     | 0 - 0     | Colchagua             | La Portada             | 8 de junio | 15:00   |
| Brujas de Salamanca | 0 - 0     | Iberia                | Municipal de Salamanca | 8 de junio | 20:00   |
| Deportes Quillón    | 1 - 1     | Deportes Colina       | Complejo CQ            | 3 de julio | 12:00   |

| Fecha 9               | Fecha 9   | Fecha 9              | Fecha 9                  | Fecha 9     | Fecha 9 |
| Local                 | Resultado | Visita               | Estadio                  | Fecha       | Hora    |
| --------------------- | --------- | -------------------- | ------------------------ | ----------- | ------- |
| Santiago City         | 5 - 0     | Municipal Mejillones | Aeropuerto               | 15 de julio | 15:00   |
| Deportes Colina       | 2 - 3     | Imperial Unido       | Manuel Rojas             | 16 de julio | 12:00   |
| Colchagua             | 0 - 1     | Brujas de Salamanca  | Jorge Silva              | 16 de julio | 15:00   |
| Iberia                | 0 - 1     | Constitución Unido   | Municipal de Los Ángeles | 16 de julio | 15:00   |
| Chimbarongo FC        | 0 - 4     | Deportes Quillón     | Municipal de Chimbarongo | 17 de junio | 18:00   |
| Municipal Puente Alto | 1 - 0     | Deportes Valdivia    | Municipal de Puente Alto | 17 de junio | 20:00   |
| Comunal Cabrero       | 1 - 3     | Unión Compañías      | Municipal de Florida     | 23 de julio | 15:00   |

| Fecha 10           | Fecha 10  | Fecha 10              | Fecha 10                 | Fecha 10    | Fecha 10 |
| Local              | Resultado | Visita                | Estadio                  | Fecha       | Hora     |
| ------------------ | --------- | --------------------- | ------------------------ | ----------- | -------- |
| Santiago City      | 2 - 0     | Municipal Puente Alto | Bernardo O'higgins       | 28 de junio | 17:00    |
| Deportes Quillón   | 5 - 1     | Municipal Mejillones  | Complejo Colegio Quillón | 29 de junio | 12:00    |
| Imperial Unido     | 2 - 5     | Chimbarongo FC        | El Alto                  | 29 de junio | 13:00    |
| Deportes Valdivia  | 3 - 1     | Iberia                | Félix Gallardo           | 29 de junio | 15:00    |
| Unión Compañías    | 1 - 2     | Brujas de Salamanca   | Los Llanos               | 29 de junio | 15:30    |
| Comunal Cabrero    | 1 - 2     | Deportes Colina       | Complejo Colegio Quillón | 29 de junio | 15:30    |
| Constitución Unido | 1 - 2     | Colchagua             | Enrique Donn             | 29 de junio | 16:00    |

| Fecha 11              | Fecha 11  | Fecha 11             | Fecha 11                 | Fecha 11   | Fecha 11 |
| Local                 | Resultado | Visita               | Estadio                  | Fecha      | Hora     |
| --------------------- | --------- | -------------------- | ------------------------ | ---------- | -------- |
| Imperial Unido        | 4 - 2     | Municipal Mejillones | El Alto                  | 2 de julio | 20:00    |
| Colchagua             | 4 - 0     | Deportes Valdivia    | Guillermo Guzmán         | 6 de julio | 15:00    |
| Iberia                | 1 - 2     | Santiago City        | Municipal de Los Ángeles | 6 de julio | 17:00    |
| Municipal Puente Alto | 3 - 0     | Deportes Quillón     | Municipal de Puente Alto | 6 de julio | 19:00    |
| Chimbarongo FC        | 1 - 1     | Comunal Cabrero      | Municipal De Chimbarongo | 7 de julio | 12:00    |
| Deportes Colina       | 7 - 1     | Unión Compañías      | Manuel Rojas             | 7 de julio | 12:00    |
| Brujas de Salamanca   | 1 - 0     | Constitución Unido   | Municipal Nº 1           | 7 de julio | 18:00    |

| Fecha 12           | Fecha 12  | Fecha 12              | Fecha 12            | Fecha 12    | Fecha 12 |
| Local              | Resultado | Visita                | Estadio             | Fecha       | Hora     |
| ------------------ | --------- | --------------------- | ------------------- | ----------- | -------- |
| Santiago City      | 0 - 0     | Colchagua             | Bernardo O'Higgins  | 12 de julio | 17:00    |
| Comunal Cabrero    | 1 - 0     | Municipal Mejillones  | Municipal de Yumbel | 12 de julio | 18:00    |
| Constitución Unido | 1 - 0     | Unión Compañías       | Enrique Donn        | 12 de julio | 20:00    |
| Deportes Quillón   | 5 - 2     | Iberia                | Complejo CQ         | 13 de julio | 12:00    |
| Deportes Colina    | 4 - 0     | Chimbarongo FC        | Manuel Rojas        | 13 de julio | 12:00    |
| Deportes Valdivia  | 1 - 2     | Brujas de Salamanca   | Félix Gallardo      | 13 de julio | 15:00    |
| Imperial Unido     | 1 - 2     | Municipal Puente Alto | El Alto             | 13 de julio | 20:00    |

| Fecha 13              | Fecha 13  | Fecha 13          | Fecha 13                 | Fecha 13    | Fecha 13 |
| Local                 | Resultado | Visita            | Estadio                  | Fecha       | Hora     |
| --------------------- | --------- | ----------------- | ------------------------ | ----------- | -------- |
| Municipal Mejillones  | 1 - 0     | Deportes Colina   | Rolando Cortés           | 20 de julio | 12:00    |
| Constitución Unido    | 1 - 0     | Deportes Valdivia | Enrique Donn             | 20 de julio | 15:00    |
| Chimbarongo FC        | 2 - 0     | Unión Compañías   | Municipal de Chimbarongo | 20 de julio | 18:00    |
| Municipal Puente Alto | 0 - 1     | Comunal Cabrero   | Municipal de Puente Alto | 20 de julio | 18:30    |
| Colchagua             | 3 - 2     | Deportes Quillón  | Jorge Silva              | 21 de julio | 12:00    |
| Iberia                | 1 - 1     | Imperial Unido    | Municipal de Los Ángeles | 21 de julio | 15:00    |
| Brujas de Salamanca   | 1 - 1     | Santiago City     | Municipal de Salamanca   | 21 de julio | 18:00    |

### Segunda rueda
| Fecha 14              | Fecha 14  | Fecha 14          | Fecha 14                     | Fecha 14     | Fecha 14 |
| Local                 | Resultado | Visita            | Estadio                      | Fecha        | Hora     |
| --------------------- | --------- | ----------------- | ---------------------------- | ------------ | -------- |
| Unión Compañías       | 0 - 4     | Deportes Valdivia | B. O'Higgins (Quinta Normal) | 26 de julio  | 15:00    |
| Municipal Mejillones  | 0 - 2     | Chimbarongo FC    | Rolando Cortés Dubó          | 27 de julio  | 12:00    |
| Constitución Unido    | 1 - 2     | Santiago City     | Enrique Donn                 | 27 de julio  | 16:00    |
| Municipal Puente Alto | 1 - 3     | Deportes Colina   | Municipal de Puente Alto     | 27 de julio  | 19:00    |
| Colchagua             | 1 - 2     | Imperial Unido    | Jorge Silva Valenzuela       | 28 de julio  | 12:30    |
| Iberia                | 1 - 2     | Comunal Cabrero   | Municipal de Los Ángeles     | 28 de julio  | 15:00    |
| Brujas de Salamanca   | 4 - 0     | Deportes Quillón  | Municipal de Salamanca       | 27 de agosto | 19:00    |

| Fecha 15             | Fecha 15  | Fecha 15              | Fecha 15                 | Fecha 15     | Fecha 15 |
| Local                | Resultado | Visita                | Estadio                  | Fecha        | Hora     |
| -------------------- | --------- | --------------------- | ------------------------ | ------------ | -------- |
| Santiago City        | 2 - 0     | Deportes Valdivia     | Bernardo O'Higgins       | 2 de agosto  | 16:00    |
| Deportes Colina      | 2 - 1     | Iberia                | Esmeralda                | 3 de agosto  | 12:00    |
| Deportes Quillón     | 1 - 0     | Constitución Unido    | Complejo CQ              | 3 de agosto  | 12:00    |
| Municipal Mejillones | 4 - 0     | Unión Compañías       | Rolando Cortés           | 3 de agosto  | 16:00    |
| Imperial Unido       | 1 - 2     | Brujas de Salamanca   | El Alto                  | 4 de agosto  | 15:00    |
| Chimbarongo FC       | 1 - 1     | Municipal Puente Alto | Municipal de Chimbarongo | 14 de agosto | 17:00    |
| Comunal Cabrero      | 1 - 2     | Colchagua             | Municipal de Yungay      | 21 de agosto | 18:00    |

| Fecha 16              | Fecha 16  | Fecha 16             | Fecha 16                 | Fecha 16     | Fecha 16 |
| Local                 | Resultado | Visita               | Estadio                  | Fecha        | Hora     |
| --------------------- | --------- | -------------------- | ------------------------ | ------------ | -------- |
| Brujas de Salamanca   | 3 - 2     | Comunal Cabrero      | Municipal de Salamanca   | 9 de agosto  | 19:00    |
| Iberia                | 0 - 2     | Chimbarongo FC       | Fiscal de Mulchén        | 10 de agosto | 12:00    |
| Unión Compañías       | 0 - 3     | Santiago City        | La Portada               | 10 de agosto | 12:00    |
| Deportes Valdivia     | 2 - 1     | Deportes Quillón     | Félix Gallardo           | 10 de agosto | 12:30    |
| Constitución Unido    | 2 - 4     | Imperial Unido       | Enrique Donn             | 10 de agosto | 18:00    |
| Municipal Puente Alto | 2 - 0     | Municipal Mejillones | Municipal de Puente Alto | 10 de agosto | 19:00    |
| Colchagua             | 1 - 2     | Deportes Colina      | Jorge Silva Valenzuela   | 11 de agosto | 15:30    |

| Fecha 17              | Fecha 17  | Fecha 17            | Fecha 17                  | Fecha 17     | Fecha 17 |
| Local                 | Resultado | Visita              | Estadio                   | Fecha        | Hora     |
| --------------------- | --------- | ------------------- | ------------------------- | ------------ | -------- |
| Deportes Colina       | 2 - 1     | Brujas de Salamanca | Manuel Rojas              | 17 de agosto | 12:00    |
| Deportes Quillón      | 1 - 1     | Santiago City       | Complejo CQ               | 17 de agosto | 12:00    |
| Comunal Cabrero       | 1 - 2     | Constitución Unido  | Municipal de Monte Águila | 17 de agosto | 12:00    |
| Chimbarongo FC        | 0 - 0     | Colchagua           | Municipal de Chimbarongo  | 17 de agosto | 15:00    |
| Municipal Mejillones  | 1 - 0     | Iberia              | Rolando Cortés            | 17 de agosto | 16:00    |
| Municipal Puente Alto | 9 - 2     | Unión Compañías     | Municipal de Puente Alto  | 17 de agosto | 19:00    |
| Imperial Unido        | 1 - 1     | Deportes Valdivia   | El Alto                   | 18 de agosto | 15:00    |

| Fecha 18            | Fecha 18  | Fecha 18              | Fecha 18                 | Fecha 18     | Fecha 18 |
| Local               | Resultado | Visita                | Estadio                  | Fecha        | Hora     |
| ------------------- | --------- | --------------------- | ------------------------ | ------------ | -------- |
| Santiago City       | 3 - 2     | Imperial Unido        | Bernardo O'Higgins       | 23 de agosto | 17:00    |
| Brujas de Salamanca | 3 - 1     | Chimbarongo FC        | Municipal de Salamanca   | 23 de agosto | 19:00    |
| Unión Compañías     | 2 - 3     | Deportes Quillón      | Complejo Los Llanos      | 24 de agosto | 12:00    |
| Constitución Unido  | 2 - 3     | Deportes Colina       | Enrique Donn             | 24 de agosto | 17:00    |
| Deportes Valdivia   | 2 - 0     | Comunal Cabrero       | Félix Gallardo           | 25 de agosto | 12:00    |
| Colchagua           | 3 - 1     | Municipal Mejillones  | Jorge Silva Valenzuela   | 25 de agosto | 15:00    |
| Iberia              | 0 - 1     | Municipal Puente Alto | Municipal de Los Ángeles | 25 de agosto | 15:00    |

| Fecha 19              | Fecha 19  | Fecha 19            | Fecha 19                  | Fecha 19        | Fecha 19 |
| Local                 | Resultado | Visita              | Estadio                   | Fecha           | Hora     |
| --------------------- | --------- | ------------------- | ------------------------- | --------------- | -------- |
| Comunal Cabrero       | 0 - 1     | Santiago City       | Municipal de Monte Águila | 30 de agosto    | 16:00    |
| Deportes Colina       | 2 - 1     | Deportes Valdivia   | Manuel Rojas              | 31 de agosto    | 12:00    |
| Municipal Puente Alto | 0 - 2     | Colchagua           | Municipal de Puente Alto  | 31 de agosto    | 12:00    |
| Chimbarongo FC        | 4 - 0     | Constitución Unido  | Municipal de Chimbarongo  | 31 de agosto    | 16:00    |
| Municipal Mejillones  | 3 - 4     | Brujas de Salamanca | Rolando Cortés            | 31 de agosto    | 16:00    |
| Iberia                | 2 - 1     | Unión Compañías     | Municipal de Los Ángeles  | 31 de agosto    | 16:00    |
| Imperial Unido        | 2 - 1     | Deportes Quillón    | El Alto                   | 1 de septiembre | 15:00    |

| Fecha 20            | Fecha 20  | Fecha 20              | Fecha 20                  | Fecha 20        | Fecha 20 |
| Local               | Resultado | Visita                | Estadio                   | Fecha           | Hora     |
| ------------------- | --------- | --------------------- | ------------------------- | --------------- | -------- |
| Santiago City       | 2 - 0     | Deportes Colina       | Bernardo O'Higgins        | 6 de septiembre | 17:00    |
| Brujas de Salamanca | 4 - 1     | Municipal Puente Alto | Municipal de Salamanca    | 6 de septiembre | 19:00    |
| Deportes Valdivia   | 2 - 0     | Chimbarongo FC        | Félix Gallardo            | 7 de septiembre | 15:00    |
| Comunal Cabrero     | 1 - 2     | Deportes Quillón      | Municipal de Monte Águila | 7 de septiembre | 16:00    |
| Colchagua           | 2 - 3     | Iberia                | Jorge Silva Valenzuela    | 7 de septiembre | 17:00    |
| Constitución Unido  | 4 - 0     | Municipal Mejillones  | Enrique Donn              | 7 de septiembre | 18:30    |
| Unión Compañías     | 2 - 4     | Imperial Unido        | Complejo Juan Soldado     | 15 de octubre   | 13:45    |

| Fecha 21              | Fecha 21  | Fecha 21            | Fecha 21                  | Fecha 21         | Fecha 21 |
| Local                 | Resultado | Visita              | Estadio                   | Fecha            | Hora     |
| --------------------- | --------- | ------------------- | ------------------------- | ---------------- | -------- |
| Chimbarongo FC        | 1 - 2     | Santiago City       | Municipal de Chimbarongo  | 13 de septiembre | 18:00    |
| Colchagua             | 3 - 1     | Unión Compañías     | Jorge Silva Valenzuela    | 13 de septiembre | 19:00    |
| Comunal Cabrero       | 2 - 1     | Imperial Unido      | Municipal de Monte Águila | 14 de septiembre | 12:00    |
| Deportes Colina       | 7 - 0     | Deportes Quillón    | Esmeralda                 | 14 de septiembre | 12:00    |
| Municipal Mejillones  | 3 - 2     | Deportes Valdivia   | Rolando Cortés            | 14 de septiembre | 16:00    |
| Iberia                | 0 - 1     | Brujas de Salamanca | Municipal de Los Ángeles  | 14 de septiembre | 16:00    |
| Municipal Puente Alto | 2 - 2     | Constitución Unido  | Municipal de Puente Alto  | 14 de septiembre | 19:00    |

| Fecha 22             | Fecha 22  | Fecha 22              | Fecha 22               | Fecha 22         | Fecha 22 |
| Local                | Resultado | Visita                | Estadio                | Fecha            | Hora     |
| -------------------- | --------- | --------------------- | ---------------------- | ---------------- | -------- |
| Brujas de Salamanca  | 2 - 2     | Colchagua             | Municipal de Salamanca | 27 de septiembre | 20:00    |
| Imperial Unido       | 1 - 4     | Deportes Colina       | El Alto                | 27 de septiembre | 20:00    |
| Deportes Quillón     | 0 - 0     | Chimbarongo FC        | Complejo CQ            | 28 de septiembre | 12:00    |
| Unión Compañías      | 1 - 3     | Comunal Cabrero       | Complejo Los Llanos    | 28 de septiembre | 12:00    |
| Deportes Valdivia    | 1 - 0     | Municipal Puente Alto | Félix Gallardo         | 28 de septiembre | 15:00    |
| Municipal Mejillones | 0 - 3     | Santiago City         | Rolando Cortés         | 28 de septiembre | 16:00    |
| Constitución Unido   | 3 - 1     | Iberia                | Enrique Donn           | 28 de septiembre | 17:45    |

| Fecha 23              | Fecha 23  | Fecha 23           | Fecha 23                 | Fecha 23     | Fecha 23 |
| Local                 | Resultado | Visita             | Estadio                  | Fecha        | Hora     |
| --------------------- | --------- | ------------------ | ------------------------ | ------------ | -------- |
| Brujas de Salamanca   | 1 - 0     | Unión Compañías    | Municipal de Salamanca   | 4 de octubre | 19:30    |
| Deportes Colina       | 8 - 0     | Comunal Cabrero    | Manuel Rojas             | 5 de octubre | 12:00    |
| Iberia                | 1 - 0     | Deportes Valdivia  | Municipal de Los Ángeles | 5 de octubre | 15:00    |
| Municipal Mejillones  | 3 - 2     | Deportes Quillón   | Rolando Cortés           | 5 de octubre | 16:00    |
| Chimbarongo FC        | 3 - 0     | Imperial Unido     | Municipal de Chimbarongo | 5 de octubre | 17:00    |
| Municipal Puente Alto | 1 - 6     | Santiago City      | Municipal de Puente Alto | 5 de octubre | 17:00    |
| Colchagua             | 5 - 2     | Constitución Unido | Jorge Silva Valenzuela   | 6 de octubre | 16:00    |

| Fecha 24             | Fecha 24  | Fecha 24              | Fecha 24                                | Fecha 24      | Fecha 24 |
| Local                | Resultado | Visita                | Estadio                                 | Fecha         | Hora     |
| -------------------- | --------- | --------------------- | --------------------------------------- | ------------- | -------- |
| Santiago City        | 2 - 0     | Iberia                | Bernardo O'Higgins                      | 11 de octubre | 17:00    |
| Comunal Cabrero      | 2 - 0     | Chimbarongo FC        | Complejo Deportivo de Cabrero, Cancha 3 | 12 de octubre | 12:00    |
| Deportes Valdivia    | 2 - 1     | Colchagua             | Félix Gallardo                          | 12 de octubre | 15:00    |
| Municipal Mejillones | 1 - 2     | Imperial Unido        | Rolando Cortés                          | 12 de octubre | 16:00    |
| Constitución Unido   | 1 - 2     | Brujas de Salamanca   | Enrique Donn                            | 12 de octubre | 17:00    |
| Deportes Quillón     | 2 - 0     | Municipal Puente Alto | José Campos Orellana                    | 12 de octubre | 17:00    |
| Unión Compañías      | 2 - 7     | Deportes Colina       | La Portada                              | 13 de octubre | 12:00    |

| Fecha 25              | Fecha 25  | Fecha 25           | Fecha 25                 | Fecha 25      | Fecha 25 |
| Local                 | Resultado | Visita             | Estadio                  | Fecha         | Hora     |
| --------------------- | --------- | ------------------ | ------------------------ | ------------- | -------- |
| Municipal Puente Alto | 0 - 1     | Imperial Unido     | Municipal de Puente Alto | 18 de octubre | 20:00    |
| Unión Compañías       | 3 - 6     | Constitución Unido | Complejo Los Llanos      | 19 de octubre | 12:00    |
| Municipal Mejillones  | 3 - 1     | Comunal Cabrero    | Rolando Cortés           | 19 de octubre | 16:00    |
| Brujas de Salamanca   | 1 - 1     | Deportes Valdivia  | Municipal de Salamanca   | 20 de octubre | 15:00    |
| Colchagua             | 0 - 3     | Santiago City      | Jorge Silva Valenzuela   | 20 de octubre | 15:00    |
| Chimbarongo FC        | 2 - 1     | Deportes Colina    | Municipal de Chimbarongo | 20 de octubre | 15:00    |
| Iberia                | 0 - 1     | Deportes Quillón   | Municipal de Los Ángeles | 20 de octubre | 16:00    |

| Fecha 26          | Fecha 26  | Fecha 26              | Fecha 26           | Fecha 26       | Fecha 26 |
| Local             | Resultado | Visita                | Estadio            | Fecha          | Hora     |
| ----------------- | --------- | --------------------- | ------------------ | -------------- | -------- |
| Unión Compañías   | 2 - 3     | Chimbarongo FC        | Bernardo O'Higgins | 23 de octubre  | 13:00    |
| Comunal Cabrero   | 1 - 2     | Municipal Puente Alto | Luis Figueroa      | 23 de octubre  | 18:00    |
| Imperial Unido    | 5 - 1     | Iberia                | El Alto            | 23 de octubre  | 20:00    |
| Deportes Quillón  | 0 - 1     | Colchagua             | José Campos        | 24 de octubre  | 19:00    |
| Santiago City (C) | 2 - 1     | Brujas de Salamanca   | Bernardo O'Higgins | 25 de octubre  | 17:00    |
| Deportes Valdivia | 3 - 1     | Constitución Unido    | Félix Gallardo     | 25 de octubre  | 19:45    |
| Deportes Colina   | 6 - 0     | Municipal Mejillones  | Manuel Rojas       | 2 de noviembre | 17:30    |

## Campeón
|               |
| Santiago City |
| 1° título     |

## Estadísticas

### Goleadores
Actualizado el: 2 de noviembre de 2024

Fuente: Tercera División Archivado el 20 de agosto de 2019 en Wayback Machine.
| Jugador           | Equipo                | Goles |
| ----------------- | --------------------- | ----- |
| Rodrigo Díaz      | Deportes Colina       | 27    |
| Sebastián Torres  | Deportes Valdivia     | 23    |
| Karym Desfadur    | Deportes Quillón      | 18    |
| Patricio Muñoz    | Constitución Unido    | 17    |
| Matías Urízar     | Brujas de Salamanca   | 17    |
| Felipe Zúñiga     | Imperial Unido        | 16    |
| Darío Roa         | Colchagua             | 15    |
| Matías Sáez       | Santiago City         | 15    |
| Fernando Soto     | Deportes Colina       | 13    |
| Ángel Orellana    | Unión Compañías       | 13    |
| Cristián Yáñez    | Colchagua             | 9     |
| Jesús Gaete       | Brujas de Salamanca   | 9     |
| Nicolás Arancibia | Chimbarongo FC        | 8     |
| Tomás San Martín  | Deportes Colina       | 8     |
| Diego González    | Imperial Unido        | 8     |
| Émerson Figueroa  | Municipal Puente Alto | 8     |
| Joaquín Contreras | Chimbarongo FC        | 7     |
| Wilson Martínez   | Comunal Cabrero       | 7     |
| Brandon Muñoz     | Comunal Cabrero       | 7     |
| Bastián Henríquez | Constitución Unido    | 7     |
| Cristián González | Constitución Unido    | 7     |
| Martín Delgado    | Santiago City         | 7     |
| Luis Valenzuela   | Santiago City         | 7     |
| Jonathan Riquelme | Deportes Quillón      | 6     |
| Marcelo Riquelme  | Deportes Colina       | 6     |
| Franco Gutiérrez  | Deportes Colina       | 6     |
| Oscar Reyes       | Iberia                | 6     |
| Joaquín Navarro   | Imperial Unido        | 6     |
| Mickerson Miranda | Municipal Mejillones  | 6     |
| Matías Bravo      | Municipal Puente Alto | 6     |

### Autogoles
Actualizado el: 2 de noviembre de 2024

Fuente:  Archivado el 20 de agosto de 2019 en Wayback Machine.
| Jugador          | Equipo               | Favorecido            | Anotado | Fecha |
| ---------------- | -------------------- | --------------------- | ------- | ----- |
| Felipe Yáñez     | Constitución Unido   | Municipal Mejillones  | 1       | 7     |
| José Benítez     | Deportes Valdivia    | Municipal Mejillones  | 1       | 21    |
| Rodrigo Díaz     | Deportes Colina      | Municipal Puente Alto | 1       | 1     |
| Benjamín Miranda | Municipal Mejillones | Municipal Puente Alto | 1       | 16    |

## Entrenadores
| Equipo             | Entrenador     | Período     |
| ------------------ | -------------- | ----------- |
| Comunal Cabrero    | Edgardo Abdala | 1.° - 5.°   |
| Comunal Cabrero    | Fabián Seguel  | 6.° -20.°   |
| Comunal Cabrero    | Ricardo Rojas  | 21.° - 26.° |
| Constitución Unido | Rubén Martínez | 1.° - 19.°  |
| Constitución Unido | Juan Mora      | 20.° - 21.° |
| Constitución Unido | Diego Vergara  | 22.° - 26.° |
| Iberia             | José Ilabaca   | 1.° - 5.°   |
| Iberia             | Diego Guidi    | 6.° - 26.°  |
| Imperial Unido     | Juan Toro      | 1.° - 8.°   |
| Imperial Unido     | Luis Olivares  | 9.° - 26.°  |
| Santiago City      | Nicolás Torres | 1.° - 2.°   |
| Santiago City      | Claudio Rojas  | 3.° - 20.°  |
| Santiago City      | Luis Pérez     | 21.° - 26.° |